# Jarls de Møre
Els Jarls de Møre (nòrdic antic: Mørejarl) va ser una dinastia de poderosos cabdills vikings de l'època de la unificació de Noruega per mà i obra del rei Harald I. Rognvald Eysteinsson (Ragnvald Øysteinsson Mørejarl), era amic íntim del rei Harald, va ser un dels primers jarls de Møre.
Noruega, durant l'Era vikinga va estar dividida en petits regnes independents governats per cabdills que governaven els territoris, competien per la supremacia a la mar i per la influència política, i buscaven aliances o el control damunt d'altres famílies reals, bé fos de forma voluntària o forçada. Aquestes circumstàncies provocaren períodes turbulents i vides heroiques com es recull a la saga Heimskringla de l'escaldo islandès Snorri Sturluson durant el segle xiii. El rei Harald I va tenir la capacitat política i militar d'unificar-los quasi tots després de guanyar la batalla de Hafrsfjord l'any 872, tot i que les conseqüències posteriors obligaren a dividir el regne de nou entre els seus fills i altres jarls.
Els territori dels jarls de Møre va ser principalment els que actualment corresponen als districtes de Sunnmøre, Nordmøre i en algun moment històric Romsdal.
Els Jarls de Møre van ser:
- Rognvald Eysteinsson
- Thorir Rögnvaldarson1